# ガデル・ミズバニ
ガデル・ミズバニ・イラナグ（ペルシア語: قادر میزبانی ایرانق、ペルシア語ラテン翻字: Ghader Mizbani Iranagh、1975年9月6日 - ）は、イラン、タブリーズ出身の自転車競技（ロードレース）選手。

## 主な戦績
- 1998年、アジア競技大会・個人タイムトライアル(ITT)優勝。

- 2002年、ツアー・オブ・ターキー総合優勝。

- 2003年、ツール・ド・台湾総合優勝。

- 2005年、アゼルバイジャンツアー総合優勝。

- 2006年、UCIアジアツアー総合優勝。ツアー・オブ・ターキー総合優勝（2度目）。アゼルバイジャンツアー総合優勝。ツアー・オブ・イーストジャワ総合優勝。ツアー・オブ・ミラド・デュ・ノウル総合優勝。国内選手権・ITT優勝。アジア競技大会・チームタイムトライアル(TTT)2位。

- 2007年、国内選手権・ロードレース優勝。ツアー・オブ・ミラド・デュ・ノウル総合優勝。

- 2008年、ツアー・オブ・イーストジャワ総合優勝。ケルマン・ツアー総合優勝。ツール・ド・インドネシア総合優勝。国内選手権・ロードレース優勝。

- 2009年、UCIアジアツアー総合優勝。ツアー・オブ・イラン総合優勝。
- 2010年、アゼルバイジャンツアー総合優勝。ツアー・オブ・シンカラ総合優勝。